# 트로이언 벨리사리오
트로이언 벨리사리오(Troian Bellisario, 1985년 10월 28일 ~ )는 미국의 배우이다.

## 출연 작품
- 라이프 온 마스 (2020) (단편 영화)
- 어디갔어, 버나뎃 (2019) - 베키 역
- 클라라 (2018)
- 피드 (2017)
- 시스터 시티즈 (2016)
- 에이미 (2015)
- 프리티 리틀 라이어스 6 (2015)
- 마터스 (2015)
- 와일드맨 아틀레티카 (2014)
- 프리티 리틀 라이어스 5 (2014)
- 프리티 리틀 라이어스 4 (2013)
- 씨.오.지. (2013)
- 프리티 리틀 라이어스 3 (2012)
- 프리티 리틀 라이어스 2 (2011)
- 프리티 리틀 라이어스 1 (2010)
- 피프 월드 (2010)
- 빌보드 대드 (1998)